# Округ Томас (Џорџија)
Округ Томас (енгл. Thomas County) је округ у америчкој савезној држави Џорџија.

## Демографија
По попису из 2010. године број становника је 44.720, што је 1.983 (4,6%) становника више него 2000. године.
| Група             | 2000.          | 2010.          |
| Белци             | 24.875 (58,2%) | 26.081 (58,3%) |
| Афроамериканци    | 16.607 (38,9%) | 16.497 (36,9%) |
| Азијати           | 176 (0,4%)     | 311 (0,7%)     |
| Хиспаноамериканци | 734 (1,7%)     | 1.275 (2,9%)   |
| Укупно            | 42.737         | 44.720         |